# Parafia św. Maksymiliana Marii Kolbego w Żarnowej
Parafia św. Maksymiliana Marii Kolbego w Żarnowej – parafia rzymskokatolicka znajdująca się w diecezji rzeszowskiej w dekanacie Strzyżów. Erygowana w 1984 roku.
Obecny kościół parafialny pw. Maksymiliana Marii Kolbego został poświęcony 14 lipca 1984 roku przez bp. Stefana Moskwę.